# Athene (Altersvorsorge)
Athene ist ein US-amerikanischer Versicherer, der sich im Run-Off-Geschäft auf den Kauf von Altersvorsorgeträgern spezialisiert hat, um deren Bestände möglichst effizient und lukrativ abzuwickeln. Das Unternehmen ist eine Tochter der Apollo Global Management.

## Geschichte und Hintergrund
Athene entstand 2009, als Apollo Global Management Portfolien des Lebensversicherungsunternehmens American Equity Investment Life übernahm und hierzu eine eigene Gesellschaft gründete. Die Gesellschaft wuchs in den folgenden Jahren unter anderem auch durch den Erwerb von weiteren Portfolien auch großer Versicherungsgesellschaften wie Aviva, Voya oder Prudential Financial. Zur neu entstandenen Gruppe gehörte auch mit Athene Life Re ein auf Bermuda ansässiger Rückversicherer. Das derartige Geschäftsmodell – ein sich langfristig abwickelnder Versicherungsbestand und die darauf aufbauende Möglichkeit der Investition in langfristig laufende illiquide bzw. stranded assets – wurde zur Blaupause auch für andere (Spezial-)Unternehmen und führte damit zur Etablierung des Run-Off-Markts im Lebensversicherungsbereich. Dabei nutzte Athene anfangs insbesondere aufgrund der Risikoaversion der Investoren im Zuge der Weltfinanzkrise 2007–2008 abgewertete Hypothekentitel, um hier im Zuge der fortlaufenden Erfüllung Überrenditen zu erwirtschaften.
2016 brachte Apollo das Athene-Geschäft an die Börse, beim Börsengang wurde über 1 Milliarde US-Dollar eingenommen. Später kam es zu Klagen von Aktionären aufgrund der weiterhin engen Geschäftsbeziehungen zwischen Athene und Apollo, die insbesondere als Assetmanager für den Versicherer agierte. 2018 kam es zum Spin-off des Europageschäfts, das in eine später in Athora umbenannte Gruppe ausgelagert wurde. Während weitere Investoren dabei ins Boot geholt wurden, blieben Apollo und Athene jeweils Anteilseigner. Anfang 2021 kündigte Apollo an, Athene wieder komplett über die weiters bestehende Beteiligung von 35 % übernehmen zu wollen. Im Januar 2022 wurde der erfolgreiche Vollzug des Zusammenschlusses vermeldet, dadurch stieg die Marktkapitalisierung der gesamten Gruppe auf 43 Milliarden US-Dollar.
Zum Jahreswechsel 2023/24 verlagerte Athene als eine Folge der Übernahme durch Apollo den Hauptsitz von Bermuda nach Delaware.